# A Flock of Seagulls
A Flock of Seagulls (с англ. — «Стая чаек»), также Flock of Seagulls — британская группа новой волны, образованная в Ливерпуле, Англия, в 1979 году, братьями Майклом и Алистером Скорами (англ. Michael, Alistair Score) и назвавшая себя в честь строчки из песни «Toiler on the Sea»  The Stranglers. Группа, в первый состав которой входили также Фрэнк Модсли и Пол Рейнольдс, получила широкую известность в 1981—1982 годах благодаря серии хит-синглов — «I Ran (So Far Away)», «Wishing (If I Had a Photograph of You)», «The More You Live, The More You Love». В 1983 году группа получила Грэмми за трек «D.N.A.» (из альбома A Flock of Seagulls) в номинации «Лучшее инструментальное рок-исполнение»).

## История группы
A Flock of Seagulls была образована Майком Скором и его братом Эли в 1979 в Ливерпуле. Майк, бывший парикмахер, освоил клавишные инструменты, гитару, а также стал вокалистом группы. Эли сел за ударную установку, а его друг, Фрэнк Модсли, взял в руки бас-гитару. Вскоре, после нескольких изменений в составе, в группу пришел Пол Ренолдс. Группа стала выступать в клубах и, в конечном итоге, подписала контракт с фирмой грамзаписи. Работая с менеджерами Томми Кроссаном и Миком Росси (Checkmount Limited), A Flock of Seagulls начали выпускать синглы на Jive Records: EP и два сингла: «(It’s Not Me) Talking» и «Telecommunication» на лейбле Билли Нелсона — Cocteau.
В 1982 вышел третий сингл (продюсер Майк Хаулетт) — «I Ran (So Far Away)», ставший международным хитом (топ-10 в США). Альбом A Flock of Seagulls (1981) и ещё один сингл «Space Age Love Song» также попали на высокие места в чартах. В конце 1982 группу ожидал ещё один успех у них на родине: сингл «Wishing (If I Had a Photograph of You)» со второго альбома Listen (1982) попал в топ-10 Великобритании. В 1982 году группа оказалась на пике коммерческого успеха, вплотную приблизившись к статусу «супер-звезд» в США. Также группа стала новаторской в создании видеоклипов с её участием. Появились исполнители, стилистически близкие к A Flock Of Seagulls, например: группа из Шеффилда The Comsat Angels, канадец Кори Харт, немецкий исполнитель Петер Шиллинг и др.
В 1983 вышло в свет ещё три сингла — в поддержку альбома Listen(1982). Каждый из них оказался не столь успешным как прошлогодние. Слегка разочарованные музыканты группы приступили к записи третьего альбома — рок-оперы The Story of a Young Heart(1984), тщетно надеясь обращением к архаическим приемам арт-рока победить в конкурентной борьбе со своими подражателями. Главный сингл — «The More You Live, The More You Love» не стал хитом, «Never Again (The Dancer)» и «Remember David» также не высоко поднялись в чарте. Встретившись лицом к лицу с падением продаж своих записей и не зная, что предпринять в дальнейшем, музыканты A Flock of Seagulls (кроме Рейнолдса) перебрались в Пенсильванию.
В 1985 вышла новая работа — Dream Come True, которая была уничтожена критиками и оказалась коммерческим провалом.
Следующие восемнадцать лет Майк Скор работал с разными музыкантами под знаменем «A Flock Of Seagulls», выступая с концертами и время от времени записывая новый материал. В 1989 группа выдала сингл «Magic», который не попал в чарты. Альбом The Light at the End of the World, содержащий эту композицию вышел только в 1995 и также не попал в чарт.
В ноябре 2003 группа собралась в первоначальном составе для единственного выступления на VH1. В сентябре 2004 музыканты собрались вновь и сыграли несколько концертов в США, но сразу же после этого разошлись. Майк Скор продолжал гастролировать с другим составом под названием A Flock Of Seagulls.

## Наследие
К группе, уделявшей первостепенное вниманию имиджу (и прежде всего, прическам), музыкальная пресса относилась критически, но впоследствии было признано, что A Flock of Seagulls внесли существенный вклад в развитие движения «новых романтиков» и оставили заметный след в эпохе становления рок-видео. Группа стала первой во «второй волне» британского New wave-движения, получившей золотой диск в США. 

## Дискография

### Студийные альбомы
| Год  | Заголовок                                                   | Наивысшая позиция в чартах | Наивысшая позиция в чартах | Наивысшая позиция в чартах | Наивысшая позиция в чартах |     |
| Год  | Заголовок                                                   | U.K                        | DEU                        | SE                         | U.S                        | AUS |
| ---- | ----------------------------------------------------------- | -------------------------- | -------------------------- | -------------------------- | -------------------------- | --- |
| 1981 | Modern Love Is Automatic EP - 1981 - Jive Records           | -                          | -                          | -                          | -                          | -   |
| 1982 | A Flock of Seagulls - 1982 - Jive Records                   | 32                         | 26                         | 32                         | 10                         | 19  |
| 1983 | Listen - May 1983 - Zomba Records                           | 16                         | 14                         | 44                         | 16                         | 90  |
| 1984 | The Story of a Young Heart - 1984 - Jive/Arista             | 30                         | 31                         | -                          | 67                         | -   |
| 1985 | Dream Come True - 1985 (UK), March 1986 (US) - Jive Records | -                          | -                          | -                          | -                          | -   |
| 1995 | The Light at the End of the World - 1995 - I.R.S. Records   | -                          | -                          | -                          | -                          | -   |

## Сборники
- The Best Of A Flock Of Seagulls 1991
- 20 Classics Of The 80’s 1995
- Wishing 1996
- The Best Of A Flock Of Seagulls (Import) 1998
- Greatest Hits Remixed 1999
- I Ran (1999)
- Platinum & Gold Collection 2003
- Essential New Wave 2003
- I Ran: The Best Of A Flock Of Seagulls 2003
- We Are The 80’s 2006
- Space Age Love Songs 2008
- Playlist: The Very Best Of A Flock Of Seagulls 2008

### Синглы
| Год  | Заголовок                                                      | Альбом                            | Наивысшая позиция в чартах | Наивысшая позиция в чартах | Наивысшая позиция в чартах | Наивысшая позиция в чартах | Наивысшая позиция в чартах | Наивысшая позиция в чартах | Наивысшая позиция в чартах | Наивысшая позиция в чартах | Наивысшая позиция в чартах |
| Год  | Заголовок                                                      | Альбом                            | U.K.                       | U.K. Indie                 | AUS                        | DEU                        | Irish Singles Chart        | U.S                        | U.S                        | U.S                        |                            |
| Год  | Заголовок                                                      | Альбом                            | U.K.                       | U.K. Indie                 | AUS                        | DEU                        | Irish Singles Chart        | Hot 100                    | Mainstream Rock Tracks     | Hot Dance Club             |                            |
| ---- | -------------------------------------------------------------- | --------------------------------- | -------------------------- | -------------------------- | -------------------------- | -------------------------- | -------------------------- | -------------------------- | -------------------------- | -------------------------- | -------------------------- |
| 1981 | «(It's Not Me) Talking»                                        | —                                 | -                          | 45                         | -                          | -                          | -                          | -                          | -                          | -                          |                            |
| 1981 | «Telecommunication»                                            | A Flock of Seagulls               | -                          | -                          | -                          | -                          | -                          | -                          | -                          | 19                         |                            |
| 1982 | «I Ran (So Far Away)»                                          | A Flock of Seagulls               | 43                         | -                          | 1                          | 31                         | -                          | 9                          | 3                          | 8                          |                            |
| 1982 | «Space Age Love Song»                                          | A Flock of Seagulls               | 34                         | -                          | 68                         | -                          | -                          | 30                         | 59                         | -                          |                            |
| 1982 | «Wishing (If I Had a Photograph of You)»                       | Listen                            | 10                         | -                          | 46                         | 37                         | 6                          | 26                         | 3                          | 62                         |                            |
| 1983 | «(It’s Not Me) Talking» (Cocteau Records re-issue)             | —                                 | -                          | 22                         | -                          | -                          | -                          | -                          | -                          | -                          |                            |
| 1983 | «Nightmares»                                                   | Listen                            | 53                         | -                          | -                          | -                          | -                          | -                          | -                          | -                          |                            |
| 1983 | «Transfer Affection»                                           | Listen                            | 38                         | -                          | -                          | -                          | 22                         | -                          | -                          | -                          |                            |
| 1983 | «(It’s Not Me) Talking» (Rerecording)                          | Listen                            | 78                         | -                          | -                          | -                          | -                          | -                          | -                          | -                          |                            |
| 1984 | «The More You Live, The More You Love»                         | The Story of a Young Heart        | 26                         | -                          | -                          | 37                         | -                          | 56                         | 10                         | -                          |                            |
| 1984 | «Never Again (The Dancer)»                                     | The Story of a Young Heart        | -                          | -                          | -                          | -                          | -                          | -                          | -                          | -                          |                            |
| 1984 | «Remember David»                                               | The Story of a Young Heart        | -                          | -                          | -                          | -                          | -                          | -                          | -                          | -                          |                            |
| 1985 | «Who’s That Girl (She’s Got It)»                               | Dream Come True                   | 66                         | -                          | -                          | -                          | -                          | -                          | -                          | -                          |                            |
| 1986 | «Heartbeat Like a Drum»                                        | Dream Come True                   | -                          | -                          | -                          | -                          | -                          | -                          | -                          | -                          |                            |
| 1989 | «Magic»                                                        | —                                 | -                          | -                          | -                          | -                          | -                          | -                          | -                          | -                          |                            |
| 1995 | «Magic» (Re-issue)                                             | The Light at the End of the World | -                          | -                          | -                          | -                          | -                          | -                          | -                          | -                          |                            |
| 1995 | «Burnin' Up»                                                   | The Light at the End of the World | -                          | -                          | -                          | -                          | -                          | -                          | -                          | -                          |                            |
| 1996 | «Rainfall»                                                     | The Light at the End of the World | -                          | -                          | -                          | -                          | -                          | -                          | -                          | -                          |                            |
| 2000 | «Rainfall» (Re-issue)                                          | —                                 | -                          | -                          | -                          | -                          | -                          | -                          | -                          | -                          |                            |
| 2007 | «I Ran (So Far Away)» (A Flock Of Seagulls vs. The Angry Kids) | —                                 | -                          | -                          | -                          | -                          | -                          | -                          | -                          | -                          |                            |